# Sébastien Kouma
Sébastien Kouma (* 27. April 1997) ist ein malischer Schwimmer. 

## Sport
2021 nahm er an den Olympischen Spielen 2020 in Tokio teil. Dort trat er im Wettbewerb 100 m Brust an; mit einer Zeit von 1:02,84 min schwamm er auf Rang 44.
Kouma lebt in Frankreich und nimmt seit 2019 auch an den französischen Meisterschaften teil. Außerdem war er bei den Kurzbahnweltmeisterschaften 2016 in Windsor, Kanada, den Kurzbahnweltmeisterschaften 2022 in Melbourne und den Schwimmweltmeisterschaften 2022 in Budapest, sowie den Schwimmweltmeisterschaften 2023 in Fukuoka und den Schwimmweltmeisterschaften 2024 in Doha angetreten.